# 3839 Богаєвський
3839 Богаєвський (3839 Bogaevskij) — астероїд головного поясу, відкритий 26 липня 1971 року.
Тіссеранів параметр щодо Юпітера — 3,472.